# Bakhtiarpur
Bakhtiarpur oder Bakhtiyarpur (Hindi: बख़्तियारपुर, Urdu: بختیرپور) ist eine ca. 50.000 Einwohner zählende Stadt im  nordindischen Bundesstaat Bihar. Die Stadt erhielt ihren Namen nach Muhammad bin Bakhtiyar Khilji, dem muslimischen Eroberer Nordostindiens in den Jahren um 1300 n. Chr. 

## Lage
Bakhtiyarpur liegt auf dem Südufer des Ganges in einer Höhe von ca. 50 m ü. d. M. und ist ca. 50 km (Fahrtstrecke) in südöstlicher Richtung von Patna entfernt. Das Klima ist warm bis heiß und in den Sommermonaten Juni bis September (Monsun) durchaus regenreich.

## Bevölkerung
Offizielle Bevölkerungsstatistiken werden erst seit 1991 geführt und veröffentlicht.
| Jahr      | 1991   | 2001   | 2011   |
| Einwohner | 26.867 | 32.288 | 47.897 |

Die Einwohner sind zu ca. 94,5 % Hindus und zu ca. 5 % Moslems; ein kleiner Rest entfällt auf andere Religionsgemeinschaften wie Christen, Sikhs und Jains. Wie im Norden Indiens üblich ist der männliche Bevölkerungsanteil ca. 12 % höher als der weibliche.

## Wirtschaft
Bakhtiyarpur liegt in der fruchtbaren Ganges-Ebene und ist ein mittleres Landhandelszentrum (Reis, Getreide, Zuckerrohr, Sesam). Es gibt mehrere Schulen und Colleges und 4 kleinere Hospitäler.

## Sehenswürdigkeiten
Einige neuzeitliche Hindu-Tempel sowie eine Moschee und eine Kirche sind die einzigen Sehenswürdigkeiten der Stadt.